# Liza Del Mundo
Liza Del Mundo (San Diego (Californië), 8 maart 1975) is een Amerikaanse actrice en stemactrice.

## Biografie
Del Mundo doorliep de high school aan de Mt. Carmel High School in haar geboorteplaats San Diego (Californië), waar zij in 1993 haar diploma haalde. Hierna studeerde zij af in communicatiewetenschap aan de California State University in Northridge (Californië). 
Del Mundo begon in 1992 met acteren in de televisieserie The Young and the Restless, hierna speelde zij nog meerdere rollen in televisieseries en films.
Del Mundo is in 2001 getrouwd en heeft hieruit twee kinderen.

## Filmografie

### Films
- 2021 Raya and the Last Dragon - als stem
- 2012 People Like Us – als receptioniste
- 2012 Montana Amazon – als Kathy
- 2008 Cranberry Christmas – als Maggie
- 2006 Hellboy Animated: Sword of Storms – als stem
- 1997 One Eight Seven – als Aziatisch meisje

### Televisieserie
Uitgezonderd eenmalige gastrollen.
- 2020 The Freak Brothers - als Camille Switzer - 9 afl.
- 2013-2017 Doc McStuffins - als Leilani - 4 afl.
- 2010 Dirty Little Secret – als stem – 10 afl.
- 2009 Wolverine and the X-Men – als Lorna Dane / Polaris (stemmen) – 4 afl.
- 2007-2009 Rick & Steve the Happiest Gay Couple in All the World – als stem – 13 afl.
- 2004-2006 W.I.T.C.H. – als Hay Lin (stem) – 52 afl.
- 2003-2004 ER – als Severa – 7 afl.
- 1994 My So-Called Life – als Iris – 2 afl.

- Bibliothèque nationale de France: cb151100007 (data)
- International Standard Name Identifier: 0000 0000 0542 2705
- Virtual International Authority File: 44599547